# Pohár federace 1970
Pohár federace 1970 byl 8. ročník týmové tenisové soutěže žen v Poháru federace, od roku 1995 konané pod názvem Fed Cup. Soutěž se odehrála mezi 19. až 24. květnem 1970 na otevřených antukových dvorcích Freiburského tenisového klubu. Turnaj proběhl podruhé na západoněmecké půdě, když jej hostilo město Freiburg.
Soutěže se zúčastnilo dvacet dva zemí. Čtvrté vítězství si připsalo družstvo Austrálie, které ve finále zdolalo hráčky Západního Německa. Výhru Australankám zajistily dvěma body z dvouher Karen Krantzckeová a Judy Daltonová, když přehrály Němky Helgu Höslovou a Helgu Niessenovou. Všechny čtyři singlistky nastoupily do čtyřhry, v níž si australská dvojice připsala třetí bod.
Turnaj zahrnoval hlavní soutěž hranou vyřazovacím systémem, z níž vzešel celkový vítěz Poháru federace. Podruhé se uskutečnil tzv. turnaj útěchy, do nějž nastoupily týmy vyřazené v prvním a druhém kole hlavní soutěže.

## Hlavní turnaj

### Účastníci
| Účastníci       | Účastníci      | Účastníci    | Účastníci      | Účastníci | Účastníci |
| Austrálie       | Belgie         | Kanada       | Československo |           |           |
| Francie         | Velká Británie | Řecko        | Maďarsko       |           |           |
| Indonésie       | Izrael         | Itálie       | Japonsko       |           |           |
| Nizozemsko      | Nový Zéland    | Norsko       | Polsko         |           |           |
| Švédsko         | Švýcarsko      | Jižní Afrika | Spojené státy  |           |           |
| Západní Německo | Jugoslávie     |              |                |           |           |
| --------------- | -------------- | ------------ | -------------- | --------- | --------- |

### Pavouk
|  | První kolo 19. května | První kolo 19. května | První kolo 19. května |                 |           | Druhé kolo 20. – 21. května | Druhé kolo 20. – 21. května | Druhé kolo 20. – 21. května |   |  | Čtvrtfinále 22. května | Čtvrtfinále 22. května | Čtvrtfinále 22. května |   |  | Semifinále 23. května | Semifinále 23. května | Semifinále 23. května |  |  | Finále 24. května | Finále 24. května | Finále 24. května |
|  |                       |                       |                       |                 |           |                             |                             |                             |   |  |                        |                        |                        |   |  |                       |                       |                       |  |  |                   |                   |                   |
|  |                       |                       |                       |                 |           |                             |                             |                             |   |  |                        |                        |                        |   |  |                       |                       |                       |  |  |                   |                   |                   |
|  |                       |                       | Spojené státy         | 3               |           |                             |                             |                             |   |  |                        |                        |                        |   |  |                       |                       |                       |  |  |                   |                   |                   |
|  |                       |                       |                       | 3               |           |                             |                             |                             |   |  |                        |                        |                        |   |  |                       |                       |                       |  |  |                   |                   |                   |
|  |                       |                       |                       | Jugoslávie      | 0         |                             |                             |                             |   |  |                        |                        |                        |   |  |                       |                       |                       |  |  |                   |                   |                   |
|  |                       |                       |                       | Jugoslávie      | 0         |                             |                             |                             |   |  |                        |                        |                        |   |  |                       |                       |                       |  |  |                   |                   |                   |
|  |                       |                       |                       |                 |           |                             |                             |                             |   |  |                        |                        |                        |   |  |                       |                       |                       |  |  |                   |                   |                   |
|  |                       |                       |                       |                 |           |                             |                             |                             |   |  |                        |                        |                        |   |  |                       |                       |                       |  |  |                   |                   |                   |
|  |                       |                       |                       |                 |           |                             |                             | Spojené státy               | 3 |  |                        |                        |                        |   |  |                       |                       |                       |  |  |                   |                   |                   |
|  |                       |                       |                       |                 |           |                             |                             |                             | 3 |  |                        |                        |                        |   |  |                       |                       |                       |  |  |                   |                   |                   |
|  |                       |                       | Jižní Afrika          | 0               |           |                             |                             |                             |   |  |                        |                        |                        |   |  |                       |                       |                       |  |  |                   |                   |                   |
|  |                       |                       | Jižní Afrika          | 0               |           |                             |                             |                             |   |  |                        |                        |                        |   |  |                       |                       |                       |  |  |                   |                   |                   |
|  |                       |                       |                       |                 |           |                             |                             |                             |   |  |                        |                        |                        |   |  |                       |                       |                       |  |  |                   |                   |                   |
|  |                       |                       |                       |                 |           |                             |                             |                             |   |  |                        |                        |                        |   |  |                       |                       |                       |  |  |                   |                   |                   |
|  |                       |                       | Jižní Afrika          |                 |           |                             |                             |                             |   |  |                        |                        |                        |   |  |                       |                       |                       |  |  |                   |                   |                   |
|  |                       |                       |                       |                 |           |                             |                             |                             |   |  |                        |                        |                        |   |  |                       |                       |                       |  |  |                   |                   |                   |
|  |                       |                       |                       | Maďarsko        | w/o       |                             |                             |                             |   |  |                        |                        |                        |   |  |                       |                       |                       |  |  |                   |                   |                   |
|  |                       |                       |                       | Maďarsko        | w/o       |                             |                             |                             |   |  |                        |                        |                        |   |  |                       |                       |                       |  |  |                   |                   |                   |
|  |                       |                       |                       |                 |           |                             |                             |                             |   |  |                        |                        |                        |   |  |                       |                       |                       |  |  |                   |                   |                   |
|  |                       |                       |                       |                 |           |                             |                             |                             |   |  |                        |                        |                        |   |  |                       |                       |                       |  |  |                   |                   |                   |
|  |                       |                       |                       |                 |           |                             |                             |                             |   |  |                        |                        | Spojené státy          | 1 |  |                       |                       |                       |  |  |                   |                   |                   |
|  |                       |                       |                       |                 |           |                             |                             |                             |   |  |                        |                        |                        |   |  |                       |                       |                       |  |  |                   |                   |                   |
|  |                       |                       | Západní Německo       | 2               |           |                             |                             |                             |   |  |                        |                        |                        |   |  |                       |                       |                       |  |  |                   |                   |                   |
|  |                       | Japonsko              | Západní Německo       | 2               | 1         |                             |                             |                             |   |  |                        |                        |                        |   |  |                       |                       |                       |  |  |                   |                   |                   |
|  |                       | Japonsko              |                       |                 | 1         |                             |                             |                             |   |  |                        |                        |                        |   |  |                       |                       |                       |  |  |                   |                   |                   |
|  |                       | Francie               | 2                     |                 |           |                             |                             |                             |   |  |                        |                        |                        |   |  |                       |                       |                       |  |  |                   |                   |                   |
|  |                       | Francie               | 2                     |                 | Francie   | 2                           |                             |                             |   |  |                        |                        |                        |   |  |                       |                       |                       |  |  |                   |                   |                   |
|  |                       |                       |                       |                 | Francie   | 2                           |                             |                             |   |  |                        |                        |                        |   |  |                       |                       |                       |  |  |                   |                   |                   |
|  |                       |                       |                       | Itálie          | 1         |                             |                             |                             |   |  |                        |                        |                        |   |  |                       |                       |                       |  |  |                   |                   |                   |
|  |                       | Polsko                | w/o                   | Itálie          | 1         |                             |                             |                             |   |  |                        |                        |                        |   |  |                       |                       |                       |  |  |                   |                   |                   |
|  |                       | Polsko                | w/o                   |                 |           |                             |                             |                             |   |  |                        |                        |                        |   |  |                       |                       |                       |  |  |                   |                   |                   |
|  |                       | Itálie                |                       |                 |           |                             |                             |                             |   |  |                        |                        |                        |   |  |                       |                       |                       |  |  |                   |                   |                   |
|  |                       |                       |                       |                 |           |                             |                             | Francie                     | 0 |  |                        |                        |                        |   |  |                       |                       |                       |  |  |                   |                   |                   |
|  |                       |                       |                       |                 |           |                             |                             |                             | 0 |  |                        |                        |                        |   |  |                       |                       |                       |  |  |                   |                   |                   |
|  |                       |                       | Západní Německo       | 3               |           |                             |                             |                             |   |  |                        |                        |                        |   |  |                       |                       |                       |  |  |                   |                   |                   |
|  |                       | Švýcarsko             | Západní Německo       | 3               | 2         |                             |                             |                             |   |  |                        |                        |                        |   |  |                       |                       |                       |  |  |                   |                   |                   |
|  |                       | Švýcarsko             |                       |                 | 2         |                             |                             |                             |   |  |                        |                        |                        |   |  |                       |                       |                       |  |  |                   |                   |                   |
|  |                       | Belgie                | 1                     |                 |           |                             |                             |                             |   |  |                        |                        |                        |   |  |                       |                       |                       |  |  |                   |                   |                   |
|  |                       | Belgie                | 1                     |                 | Švýcarsko | 0                           |                             |                             |   |  |                        |                        |                        |   |  |                       |                       |                       |  |  |                   |                   |                   |
|  |                       |                       |                       |                 | Švýcarsko | 0                           |                             |                             |   |  |                        |                        |                        |   |  |                       |                       |                       |  |  |                   |                   |                   |
|  |                       |                       |                       | Západní Německo | 3         |                             |                             |                             |   |  |                        |                        |                        |   |  |                       |                       |                       |  |  |                   |                   |                   |
|  |                       |                       |                       | Západní Německo | 3         |                             |                             |                             |   |  |                        |                        |                        |   |  |                       |                       |                       |  |  |                   |                   |                   |
|  |                       |                       |                       |                 |           |                             |                             |                             |   |  |                        |                        |                        |   |  |                       |                       |                       |  |  |                   |                   |                   |
|  |                       |                       |                       |                 |           |                             |                             |                             |   |  |                        |                        |                        |   |  |                       |                       |                       |  |  |                   | Západní Německo   | 0                 |
|  |                       |                       |                       |                 |           |                             |                             |                             |   |  |                        |                        |                        |   |  |                       |                       |                       |  |  |                   | Západní Německo   | 0                 |
|  |                       |                       |                       |                 |           |                             |                             |                             |   |  |                        |                        |                        |   |  |                       |                       |                       |  |  |                   | Austrálie         | 3                 |
|  |                       |                       |                       |                 |           |                             |                             |                             |   |  |                        |                        |                        |   |  |                       |                       |                       |  |  |                   | Austrálie         | 3                 |
|  |                       |                       |                       |                 |           |                             |                             |                             |   |  |                        |                        |                        |   |  |                       |                       |                       |  |  |                   |                   |                   |
|  |                       |                       | Velká Británie        | 3               |           |                             |                             |                             |   |  |                        |                        |                        |   |  |                       |                       |                       |  |  |                   |                   |                   |
|  |                       |                       |                       | 3               |           |                             |                             |                             |   |  |                        |                        |                        |   |  |                       |                       |                       |  |  |                   |                   |                   |
|  |                       |                       |                       | Nový Zéland     | 0         |                             |                             |                             |   |  |                        |                        |                        |   |  |                       |                       |                       |  |  |                   |                   |                   |
|  |                       | Izrael                | w/o                   | Nový Zéland     | 0         |                             |                             |                             |   |  |                        |                        |                        |   |  |                       |                       |                       |  |  |                   |                   |                   |
|  |                       | Izrael                | w/o                   |                 |           |                             |                             |                             |   |  |                        |                        |                        |   |  |                       |                       |                       |  |  |                   |                   |                   |
|  |                       | Nový Zéland           |                       |                 |           |                             |                             |                             |   |  |                        |                        |                        |   |  |                       |                       |                       |  |  |                   |                   |                   |
|  |                       |                       |                       |                 |           |                             |                             | Velká Británie              | 2 |  |                        |                        |                        |   |  |                       |                       |                       |  |  |                   |                   |                   |
|  |                       |                       |                       |                 |           |                             |                             |                             | 2 |  |                        |                        |                        |   |  |                       |                       |                       |  |  |                   |                   |                   |
|  |                       |                       | Nizozemsko            | 1               |           |                             |                             |                             |   |  |                        |                        |                        |   |  |                       |                       |                       |  |  |                   |                   |                   |
|  |                       | Norsko                | Nizozemsko            | 1               | 0         |                             |                             |                             |   |  |                        |                        |                        |   |  |                       |                       |                       |  |  |                   |                   |                   |
|  |                       | Norsko                |                       |                 | 0         |                             |                             |                             |   |  |                        |                        |                        |   |  |                       |                       |                       |  |  |                   |                   |                   |
|  |                       | Kanada                | 3                     |                 |           |                             |                             |                             |   |  |                        |                        |                        |   |  |                       |                       |                       |  |  |                   |                   |                   |
|  |                       | Kanada                | 3                     |                 | Kanada    | 0                           |                             |                             |   |  |                        |                        |                        |   |  |                       |                       |                       |  |  |                   |                   |                   |
|  |                       |                       |                       |                 | Kanada    | 0                           |                             |                             |   |  |                        |                        |                        |   |  |                       |                       |                       |  |  |                   |                   |                   |
|  |                       |                       |                       | Nizozemsko      | 3         |                             |                             |                             |   |  |                        |                        |                        |   |  |                       |                       |                       |  |  |                   |                   |                   |
|  |                       | Řecko                 | 0                     | Nizozemsko      | 3         |                             |                             |                             |   |  |                        |                        |                        |   |  |                       |                       |                       |  |  |                   |                   |                   |
|  |                       | Řecko                 | 0                     |                 |           |                             |                             |                             |   |  |                        |                        |                        |   |  |                       |                       |                       |  |  |                   |                   |                   |
|  |                       | Nizozemsko            | 3                     |                 |           |                             |                             |                             |   |  |                        |                        |                        |   |  |                       |                       |                       |  |  |                   |                   |                   |
|  |                       |                       |                       |                 |           |                             |                             |                             |   |  |                        |                        | Velká Británie         | 0 |  |                       |                       |                       |  |  |                   |                   |                   |
|  |                       |                       |                       |                 |           |                             |                             |                             |   |  |                        |                        |                        |   |  |                       |                       |                       |  |  |                   |                   |                   |
|  |                       |                       | Austrálie             | 3               |           |                             |                             |                             |   |  |                        |                        |                        |   |  |                       |                       |                       |  |  |                   |                   |                   |
|  |                       |                       | Austrálie             | 3               |           |                             |                             |                             |   |  |                        |                        |                        |   |  |                       |                       |                       |  |  |                   |                   |                   |
|  |                       |                       |                       |                 |           |                             |                             |                             |   |  |                        |                        |                        |   |  |                       |                       |                       |  |  |                   |                   |                   |
|  |                       |                       |                       |                 |           |                             |                             |                             |   |  |                        |                        |                        |   |  |                       |                       |                       |  |  |                   |                   |                   |
|  |                       |                       | Švédsko               | 2               |           |                             |                             |                             |   |  |                        |                        |                        |   |  |                       |                       |                       |  |  |                   |                   |                   |
|  |                       |                       |                       | 2               |           |                             |                             |                             |   |  |                        |                        |                        |   |  |                       |                       |                       |  |  |                   |                   |                   |
|  |                       |                       |                       | Indonésie       | 1         |                             |                             |                             |   |  |                        |                        |                        |   |  |                       |                       |                       |  |  |                   |                   |                   |
|  |                       |                       |                       | Indonésie       | 1         |                             |                             |                             |   |  |                        |                        |                        |   |  |                       |                       |                       |  |  |                   |                   |                   |
|  |                       |                       |                       |                 |           |                             |                             |                             |   |  |                        |                        |                        |   |  |                       |                       |                       |  |  |                   |                   |                   |
|  |                       |                       |                       |                 |           |                             |                             |                             |   |  |                        |                        |                        |   |  |                       |                       |                       |  |  |                   |                   |                   |
|  |                       |                       |                       |                 |           |                             |                             | Švédsko                     | 0 |  |                        |                        |                        |   |  |                       |                       |                       |  |  |                   |                   |                   |
|  |                       |                       |                       |                 |           |                             |                             |                             | 0 |  |                        |                        |                        |   |  |                       |                       |                       |  |  |                   |                   |                   |
|  |                       |                       | Austrálie             | 3               |           |                             |                             |                             |   |  |                        |                        |                        |   |  |                       |                       |                       |  |  |                   |                   |                   |
|  |                       |                       | Austrálie             | 3               |           |                             |                             |                             |   |  |                        |                        |                        |   |  |                       |                       |                       |  |  |                   |                   |                   |
|  |                       |                       |                       |                 |           |                             |                             |                             |   |  |                        |                        |                        |   |  |                       |                       |                       |  |  |                   |                   |                   |
|  |                       |                       |                       |                 |           |                             |                             |                             |   |  |                        |                        |                        |   |  |                       |                       |                       |  |  |                   |                   |                   |
|  |                       |                       | Československo        | 0               |           |                             |                             |                             |   |  |                        |                        |                        |   |  |                       |                       |                       |  |  |                   |                   |                   |
|  |                       |                       |                       | 0               |           |                             |                             |                             |   |  |                        |                        |                        |   |  |                       |                       |                       |  |  |                   |                   |                   |
|  |                       |                       |                       | Austrálie       | 3         |                             |                             |                             |   |  |                        |                        |                        |   |  |                       |                       |                       |  |  |                   |                   |                   |
|  |                       |                       |                       | Austrálie       | 3         |                             |                             |                             |   |  |                        |                        |                        |   |  |                       |                       |                       |  |  |                   |                   |                   |
|  |                       |                       |                       |                 |           |                             |                             |                             |   |  |                        |                        |                        |   |  |                       |                       |                       |  |  |                   |                   |                   |

### První kolo

#### Japonsko vs. Francie
| | Japonsko | 1 :                                                                             | 2   | Francie |    |  |
| --- | -------- | ------------------------------------------------------------------------------- | --- | ------- | -- |  |
| Freiburský tenisový klub, Freiburg, Západní Německo 19. května 1968 antuka (venku) |          |                                                                                 |     |         |    |  |
| \| \| \| \| 1. \| 2. \| 3. \| \| \| -- \| \| ------------------------------------------------------------------------------- \| --- \| --- \| -- \| \| \| 1. \| \| Kimijo Jagaharová Oudile de Roubinová \| 4 6 \| 2 6 \| \| \| \| 2. \| \| Kazuko Sawamacuová Gail Benedettiová \| 6 2 \| 8 6 \| \| \| \| 3. \| \| Junko Sawamacuová / Kazuko Sawamacuová Gail Benedettiová / Christiane Spinozová \| 2 6 \| 3 6 \| \| \| \| \| \| \| \| \| \| \| \| \| \| \| \| \| \| \| \| \| \| \| \| \| \| \| \| \| \| \| \| \| \| \| \| \| \| \| \| \| \| \| |          |                                                                                 |     |         |    |  |
| |          |                                                                                 | 1.  | 2.      | 3. |  |
| 1. |          | Kimijo Jagaharová Oudile de Roubinová                                           | 4 6 | 2 6     |    |  |
| 2. |          | Kazuko Sawamacuová Gail Benedettiová                                            | 6 2 | 8 6     |    |  |
| 3. |          | Junko Sawamacuová / Kazuko Sawamacuová Gail Benedettiová / Christiane Spinozová | 2 6 | 3 6     |    |  |
| |          |                                                                                 |     |         |    |  |
| |          |                                                                                 |     |         |    |  |
| |          |                                                                                 |     |         |    |  |
| |          |                                                                                 |     |         |    |  |
| |          |                                                                                 |     |         |    |  |

#### Švýcarsko vs. Belgie
| | Švýcarsko | 2 :                                                                            | 1   | Belgie |    |  |
| --- | --------- | ------------------------------------------------------------------------------ | --- | ------ | -- |  |
| Freiburský tenisový klub, Freiburg, Západní Německo 19. května 1968 antuka (venku) |           |                                                                                |     |        |    |  |
| \| \| \| \| 1. \| 2. \| 3. \| \| \| -- \| \| ------------------------------------------------------------------------------ \| --- \| --- \| -- \| \| \| 1. \| \| Anne-Marie Studerová Michele Kahnová \| 6 1 \| 6 0 \| \| \| \| 2. \| \| Marianne Kindlerová Ingrid Palmieriová \| 6 4 \| 6 2 \| \| \| \| 3. \| \| Rita Felixová / Anne-Marie Studeovár Ingrid Palmieriová / Monique Van Haverová \| 4 6 \| 4 6 \| \| \| \| \| \| \| \| \| \| \| \| \| \| \| \| \| \| \| \| \| \| \| \| \| \| \| \| \| \| \| \| \| \| \| \| \| \| \| \| \| \| \| |           |                                                                                |     |        |    |  |
| |           |                                                                                | 1.  | 2.     | 3. |  |
| 1. |           | Anne-Marie Studerová Michele Kahnová                                           | 6 1 | 6 0    |    |  |
| 2. |           | Marianne Kindlerová Ingrid Palmieriová                                         | 6 4 | 6 2    |    |  |
| 3. |           | Rita Felixová / Anne-Marie Studeovár Ingrid Palmieriová / Monique Van Haverová | 4 6 | 4 6    |    |  |
| |           |                                                                                |     |        |    |  |
| |           |                                                                                |     |        |    |  |
| |           |                                                                                |     |        |    |  |
| |           |                                                                                |     |        |    |  |
| |           |                                                                                |     |        |    |  |

#### Norsko vs. Kanada
| | Norsko | 0 :                                                                      | 3   | Kanada |     |  |
| --- | ------ | ------------------------------------------------------------------------ | --- | ------ | --- |  |
| Freiburský tenisový klub, Freiburg, Západní Německo 19. května 1968 antuka (venku) |        |                                                                          |     |        |     |  |
| \| \| \| \| 1. \| 2. \| 3. \| \| \| -- \| \| ------------------------------------------------------------------------ \| --- \| --- \| --- \| \| \| 1. \| \| Kirsten Robsahmová Jane O'Harová \| 2 6 \| 1 6 \| \| \| \| 2. \| \| Ellen Grindvoldová Andrée Martinová \| 6 3 \| 2 6 \| 4 6 \| \| \| 3. \| \| Ellen Grindvoldová / Kirsten Robsahmová Andrée Martinová / Jane O'Harová \| 1 6 \| 3 6 \| \| \| \| \| \| \| \| \| \| \| \| \| \| \| \| \| \| \| \| \| \| \| \| \| \| \| \| \| \| \| \| \| \| \| \| \| \| \| \| \| \| \| |        |                                                                          |     |        |     |  |
| |        |                                                                          | 1.  | 2.     | 3.  |  |
| 1. |        | Kirsten Robsahmová Jane O'Harová                                         | 2 6 | 1 6    |     |  |
| 2. |        | Ellen Grindvoldová Andrée Martinová                                      | 6 3 | 2 6    | 4 6 |  |
| 3. |        | Ellen Grindvoldová / Kirsten Robsahmová Andrée Martinová / Jane O'Harová | 1 6 | 3 6    |     |  |
| |        |                                                                          |     |        |     |  |
| |        |                                                                          |     |        |     |  |
| |        |                                                                          |     |        |     |  |
| |        |                                                                          |     |        |     |  |
| |        |                                                                          |     |        |     |  |

#### Řecko vs. Nizozemsko
| | Řecko | 0 :                                                                                   | 3   | Nizozemsko |    |  |
| --- | ----- | ------------------------------------------------------------------------------------- | --- | ---------- | -- |  |
| Freiburský tenisový klub, Freiburg, Západní Německo 19. května 1968 antuka (venku) |       |                                                                                       |     |            |    |  |
| \| \| \| \| 1. \| 2. \| 3. \| \| \| -- \| \| ------------------------------------------------------------------------------------- \| --- \| --- \| -- \| \| \| 1. \| \| Dionissia Asteriová Betty Stoveová \| 2 6 \| 2 6 \| \| \| \| 2. \| \| Carol-Ann Kalgeropoulosová Marijke Schaarová \| 0 6 \| 1 6 \| \| \| \| 3. \| \| Dionissia Asteriová / Carol-Ann Kalgeropoulosová Betty Stoveová / Gertruida Walhofová \| 2 6 \| 5 7 \| \| \| \| \| \| \| \| \| \| \| \| \| \| \| \| \| \| \| \| \| \| \| \| \| \| \| \| \| \| \| \| \| \| \| \| \| \| \| \| \| \| \| |       |                                                                                       |     |            |    |  |
| |       |                                                                                       | 1.  | 2.         | 3. |  |
| 1. |       | Dionissia Asteriová Betty Stoveová                                                    | 2 6 | 2 6        |    |  |
| 2. |       | Carol-Ann Kalgeropoulosová Marijke Schaarová                                          | 0 6 | 1 6        |    |  |
| 3. |       | Dionissia Asteriová / Carol-Ann Kalgeropoulosová Betty Stoveová / Gertruida Walhofová | 2 6 | 5 7        |    |  |
| |       |                                                                                       |     |            |    |  |
| |       |                                                                                       |     |            |    |  |
| |       |                                                                                       |     |            |    |  |
| |       |                                                                                       |     |            |    |  |
| |       |                                                                                       |     |            |    |  |

### Druhé kolo

#### Spojené státy americké vs. Jugoslávie
| | Spojené státy americké | 3 :                                                                   | 0   | Jugoslávie |    |  |
| --- | ---------------------- | --------------------------------------------------------------------- | --- | ---------- | -- |  |
| Freiburský tenisový klub, Freiburg, Západní Německo 20. května 1968 antuka (venku) |                        |                                                                       |     |            |    |  |
| \| \| \| \| 1. \| 2. \| 3. \| \| \| -- \| \| --------------------------------------------------------------------- \| --- \| --- \| -- \| \| \| 1. \| \| Peaches Bartkowiczová Biljana Kostićová \| 6 0 \| 6 0 \| \| \| \| 2. \| \| Julie Heldmanová Irena Skuljová \| 6 0 \| 6 0 \| \| \| \| 3. \| \| Mary-Ann Eiselová / Julie Heldmanová Alenka Pipanová / Irena Skuljová \| 6 2 \| 6 1 \| \| \| \| \| \| \| \| \| \| \| \| \| \| \| \| \| \| \| \| \| \| \| \| \| \| \| \| \| \| \| \| \| \| \| \| \| \| \| \| \| \| \| |                        |                                                                       |     |            |    |  |
| |                        |                                                                       | 1.  | 2.         | 3. |  |
| 1. |                        | Peaches Bartkowiczová Biljana Kostićová                               | 6 0 | 6 0        |    |  |
| 2. |                        | Julie Heldmanová Irena Skuljová                                       | 6 0 | 6 0        |    |  |
| 3. |                        | Mary-Ann Eiselová / Julie Heldmanová Alenka Pipanová / Irena Skuljová | 6 2 | 6 1        |    |  |
| |                        |                                                                       |     |            |    |  |
| |                        |                                                                       |     |            |    |  |
| |                        |                                                                       |     |            |    |  |
| |                        |                                                                       |     |            |    |  |
| |                        |                                                                       |     |            |    |  |

#### Francie vs. Itálie
| | Francie | 2 :                                                                            | 1   | Itálie |    |  |
| --- | ------- | ------------------------------------------------------------------------------ | --- | ------ | -- |  |
| Freiburský tenisový klub, Freiburg, Západní Německo 20. května 1968 antuka (venku) |         |                                                                                |     |        |    |  |
| \| \| \| \| 1. \| 2. \| 3. \| \| \| -- \| \| ------------------------------------------------------------------------------ \| --- \| --- \| -- \| \| \| 1. \| \| Oudile de Roubinová Lea Pericoliová \| 2 6 \| 2 6 \| \| \| \| 2. \| \| Gail Benedettiová Maria-Teresa Riedlová \| 6 0 \| 6 0 \| \| \| \| 3. \| \| Gail Benedettiová / Christiane Spinozová Sylvana Lazzarinová / Lea Pericoliová \| 6 3 \| 8 6 \| \| \| \| \| \| \| \| \| \| \| \| \| \| \| \| \| \| \| \| \| \| \| \| \| \| \| \| \| \| \| \| \| \| \| \| \| \| \| \| \| \| \| |         |                                                                                |     |        |    |  |
| |         |                                                                                | 1.  | 2.     | 3. |  |
| 1. |         | Oudile de Roubinová Lea Pericoliová                                            | 2 6 | 2 6    |    |  |
| 2. |         | Gail Benedettiová Maria-Teresa Riedlová                                        | 6 0 | 6 0    |    |  |
| 3. |         | Gail Benedettiová / Christiane Spinozová Sylvana Lazzarinová / Lea Pericoliová | 6 3 | 8 6    |    |  |
| |         |                                                                                |     |        |    |  |
| |         |                                                                                |     |        |    |  |
| |         |                                                                                |     |        |    |  |
| |         |                                                                                |     |        |    |  |
| |         |                                                                                |     |        |    |  |

#### Švýcarsko vs. Západní Německo
| | Švýcarsko | 0 :                                                                     | 3   | Západní Německo |    |  |
| --- | --------- | ----------------------------------------------------------------------- | --- | --------------- | -- |  |
| Freiburský tenisový klub, Freiburg, Západní Německo 20. května 1968 antuka (venku) |           |                                                                         |     |                 |    |  |
| \| \| \| \| 1. \| 2. \| 3. \| \| \| -- \| \| ----------------------------------------------------------------------- \| --- \| --- \| -- \| \| \| 1. \| \| Anne-Marie Studerová Helga Höslová \| 3 6 \| 0 6 \| \| \| \| 2. \| \| Marianne Kindlerová Helga Niessenová \| 1 6 \| 1 6 \| \| \| \| 3. \| \| Rita Felixová / Marianne Kindlerová Katja Ebbinghausová / Helga Höslová \| 2 6 \| 1 6 \| \| \| \| \| \| \| \| \| \| \| \| \| \| \| \| \| \| \| \| \| \| \| \| \| \| \| \| \| \| \| \| \| \| \| \| \| \| \| \| \| \| \| |           |                                                                         |     |                 |    |  |
| |           |                                                                         | 1.  | 2.              | 3. |  |
| 1. |           | Anne-Marie Studerová Helga Höslová                                      | 3 6 | 0 6             |    |  |
| 2. |           | Marianne Kindlerová Helga Niessenová                                    | 1 6 | 1 6             |    |  |
| 3. |           | Rita Felixová / Marianne Kindlerová Katja Ebbinghausová / Helga Höslová | 2 6 | 1 6             |    |  |
| |           |                                                                         |     |                 |    |  |
| |           |                                                                         |     |                 |    |  |
| |           |                                                                         |     |                 |    |  |
| |           |                                                                         |     |                 |    |  |
| |           |                                                                         |     |                 |    |  |

#### Velká Británie vs. Nový Zéland
| | Velká Británie | 3 :                                                                 | 0   | Nový Zéland |    |  |
| --- | -------------- | ------------------------------------------------------------------- | --- | ----------- | -- |  |
| Freiburský tenisový klub, Freiburg, Západní Německo 21. května 1968 antuka (venku) |                |                                                                     |     |             |    |  |
| \| \| \| \| 1. \| 2. \| 3. \| \| \| -- \| \| ------------------------------------------------------------------- \| --- \| --- \| -- \| \| \| 1. \| \| Winnie Shawová Robyn Huntová \| 6 1 \| 6 2 \| \| \| \| 2. \| \| Virginia Wadeová Marilyn Prydeová \| 6 3 \| 6 2 \| \| \| \| 3. \| \| Winnie Shawová / Joyce Williamsová Robyn Huntová / Marilyn Prydeová \| 6 3 \| 6 1 \| \| \| \| \| \| \| \| \| \| \| \| \| \| \| \| \| \| \| \| \| \| \| \| \| \| \| \| \| \| \| \| \| \| \| \| \| \| \| \| \| \| \| |                |                                                                     |     |             |    |  |
| |                |                                                                     | 1.  | 2.          | 3. |  |
| 1. |                | Winnie Shawová Robyn Huntová                                        | 6 1 | 6 2         |    |  |
| 2. |                | Virginia Wadeová Marilyn Prydeová                                   | 6 3 | 6 2         |    |  |
| 3. |                | Winnie Shawová / Joyce Williamsová Robyn Huntová / Marilyn Prydeová | 6 3 | 6 1         |    |  |
| |                |                                                                     |     |             |    |  |
| |                |                                                                     |     |             |    |  |
| |                |                                                                     |     |             |    |  |
| |                |                                                                     |     |             |    |  |
| |                |                                                                     |     |             |    |  |

#### Kanada vs. Nizozemsko
| | Kanada | 0 :                                                                   | 3   | Nizozemsko |      |  |
| --- | ------ | --------------------------------------------------------------------- | --- | ---------- | ---- |  |
| Freiburský tenisový klub, Freiburg, Západní Německo 21. května 1968 antuka (venku) |        |                                                                       |     |            |      |  |
| \| \| \| \| 1. \| 2. \| 3. \| \| \| -- \| \| --------------------------------------------------------------------- \| --- \| --- \| ---- \| \| \| 1. \| \| Jane O'Harová Betty Stoveová \| 3 6 \| 6 1 \| 8 10 \| \| \| 2. \| \| Faye Urbanová Marijke Schaarová \| 2 6 \| 3 6 \| \| \| \| 3. \| \| Andrée Martinová / Jane O'Harová Betty Stoveová / Gertruida Walhofová \| 4 6 \| 3 6 \| \| \| \| \| \| \| \| \| \| \| \| \| \| \| \| \| \| \| \| \| \| \| \| \| \| \| \| \| \| \| \| \| \| \| \| \| \| \| \| \| \| \| |        |                                                                       |     |            |      |  |
| |        |                                                                       | 1.  | 2.         | 3.   |  |
| 1. |        | Jane O'Harová Betty Stoveová                                          | 3 6 | 6 1        | 8 10 |  |
| 2. |        | Faye Urbanová Marijke Schaarová                                       | 2 6 | 3 6        |      |  |
| 3. |        | Andrée Martinová / Jane O'Harová Betty Stoveová / Gertruida Walhofová | 4 6 | 3 6        |      |  |
| |        |                                                                       |     |            |      |  |
| |        |                                                                       |     |            |      |  |
| |        |                                                                       |     |            |      |  |
| |        |                                                                       |     |            |      |  |
| |        |                                                                       |     |            |      |  |

#### Švédsko vs. Indonésie
| | Švédsko | 2 :                                                                         | 1   | Indonésie |     |  |
| --- | ------- | --------------------------------------------------------------------------- | --- | --------- | --- |  |
| Freiburský tenisový klub, Freiburg, Západní Německo 210. května 1968 antuka (venku) |         |                                                                             |     |           |     |  |
| \| \| \| \| 1. \| 2. \| 3. \| \| \| -- \| \| --------------------------------------------------------------------------- \| --- \| --- \| --- \| \| \| 1. \| \| Ingrid Bentzerová Lita Sugiartová \| 4 6 \| 1 6 \| \| \| \| 2. \| \| Christina Sandbergová Lany Kaligisová \| 6 2 \| 6 3 \| \| \| \| 3. \| \| Ingrid Bentzerová / Christina Sandbergová Lany Kaligisová / Lita Sugiartová \| 2 6 \| 6 2 \| 6 3 \| \| \| \| \| \| \| \| \| \| \| \| \| \| \| \| \| \| \| \| \| \| \| \| \| \| \| \| \| \| \| \| \| \| \| \| \| \| \| \| \| \| |         |                                                                             |     |           |     |  |
| |         |                                                                             | 1.  | 2.        | 3.  |  |
| 1. |         | Ingrid Bentzerová Lita Sugiartová                                           | 4 6 | 1 6       |     |  |
| 2. |         | Christina Sandbergová Lany Kaligisová                                       | 6 2 | 6 3       |     |  |
| 3. |         | Ingrid Bentzerová / Christina Sandbergová Lany Kaligisová / Lita Sugiartová | 2 6 | 6 2       | 6 3 |  |
| |         |                                                                             |     |           |     |  |
| |         |                                                                             |     |           |     |  |
| |         |                                                                             |     |           |     |  |
| |         |                                                                             |     |           |     |  |
| |         |                                                                             |     |           |     |  |

#### Československo vs. Austrálie
| | Československo | 0 :                                                                          | 3   | Austrálie |     |  |
| --- | -------------- | ---------------------------------------------------------------------------- | --- | --------- | --- |  |
| Freiburský tenisový klub, Freiburg, Západní Německo 21. května 1968 antuka (venku) |                |                                                                              |     |           |     |  |
| \| \| \| \| 1. \| 2. \| 3. \| \| \| -- \| \| ---------------------------------------------------------------------------- \| --- \| --- \| --- \| \| \| 1. \| \| Vlasta Kodešová Karen Krantzckeová \| 5 7 \| 1 6 \| \| \| \| 2. \| \| Alena Palmeová-Westová Judy Dalton \| 6 4 \| 4 6 \| 2 6 \| \| \| 3. \| \| Alena Palmeová-Westová / Vlasta Kodešová Judy Daltonová / Karen Krantzckeová \| 0 6 \| 3 6 \| \| \| \| \| \| \| \| \| \| \| \| \| \| \| \| \| \| \| \| \| \| \| \| \| \| \| \| \| \| \| \| \| \| \| \| \| \| \| \| \| \| \| |                |                                                                              |     |           |     |  |
| |                |                                                                              | 1.  | 2.        | 3.  |  |
| 1. |                | Vlasta Kodešová Karen Krantzckeová                                           | 5 7 | 1 6       |     |  |
| 2. |                | Alena Palmeová-Westová Judy Dalton                                           | 6 4 | 4 6       | 2 6 |  |
| 3. |                | Alena Palmeová-Westová / Vlasta Kodešová Judy Daltonová / Karen Krantzckeová | 0 6 | 3 6       |     |  |
| |                |                                                                              |     |           |     |  |
| |                |                                                                              |     |           |     |  |
| |                |                                                                              |     |           |     |  |
| |                |                                                                              |     |           |     |  |
| |                |                                                                              |     |           |     |  |

### Čtvrtfinále

#### Spojené státy americké vs. Jihoafrická republika
| | Spojené státy americké | 3 :                                                                      | 0   | Jihoafrická republika |    |  |
| --- | ---------------------- | ------------------------------------------------------------------------ | --- | --------------------- | -- |  |
| Freiburský tenisový klub, Freiburg, Západní Německo 22. května 1968 antuka (venku) |                        |                                                                          |     |                       |    |  |
| \| \| \| \| 1. \| 2. \| 3. \| \| \| -- \| \| ------------------------------------------------------------------------ \| --- \| --- \| -- \| \| \| 1. \| \| Peaches Bartkowiczová Marianna Brummerová \| 6 1 \| 6 2 \| \| \| \| 2. \| \| Julie Heldmanová Brenda Kirková \| 6 4 \| 6 0 \| \| \| \| 3. \| \| Mary-Ann Eiselová / Julie Heldmanová Brenda Kirková / Wendy Tomlinsonová \| 6 4 \| 6 1 \| \| \| \| \| \| \| \| \| \| \| \| \| \| \| \| \| \| \| \| \| \| \| \| \| \| \| \| \| \| \| \| \| \| \| \| \| \| \| \| \| \| \| |                        |                                                                          |     |                       |    |  |
| |                        |                                                                          | 1.  | 2.                    | 3. |  |
| 1. |                        | Peaches Bartkowiczová Marianna Brummerová                                | 6 1 | 6 2                   |    |  |
| 2. |                        | Julie Heldmanová Brenda Kirková                                          | 6 4 | 6 0                   |    |  |
| 3. |                        | Mary-Ann Eiselová / Julie Heldmanová Brenda Kirková / Wendy Tomlinsonová | 6 4 | 6 1                   |    |  |
| |                        |                                                                          |     |                       |    |  |
| |                        |                                                                          |     |                       |    |  |
| |                        |                                                                          |     |                       |    |  |
| |                        |                                                                          |     |                       |    |  |
| |                        |                                                                          |     |                       |    |  |

#### Francie vs. Západní Německo
| | Francie | 0 :                                                                            | 3   | Západní Německo |     |  |
| --- | ------- | ------------------------------------------------------------------------------ | --- | --------------- | --- |  |
| Freiburský tenisový klub, Freiburg, Západní Německo 22. května 1968 antuka (venku) |         |                                                                                |     |                 |     |  |
| \| \| \| \| 1. \| 2. \| 3. \| \| \| -- \| \| ------------------------------------------------------------------------------ \| --- \| --- \| --- \| \| \| 1. \| \| Christiane Spinozová Helga Höslová \| 4 6 \| 5 7 \| \| \| \| 2. \| \| Gail Benedettiová Helga Niessenová \| 8 6 \| 3 6 \| 2 6 \| \| \| 3. \| \| Oudile de Roubinová / Christiane Spinozová Katja Ebbinghausová / Helga Höslová \| 1 6 \| 4 6 \| \| \| \| \| \| \| \| \| \| \| \| \| \| \| \| \| \| \| \| \| \| \| \| \| \| \| \| \| \| \| \| \| \| \| \| \| \| \| \| \| \| \| |         |                                                                                |     |                 |     |  |
| |         |                                                                                | 1.  | 2.              | 3.  |  |
| 1. |         | Christiane Spinozová Helga Höslová                                             | 4 6 | 5 7             |     |  |
| 2. |         | Gail Benedettiová Helga Niessenová                                             | 8 6 | 3 6             | 2 6 |  |
| 3. |         | Oudile de Roubinová / Christiane Spinozová Katja Ebbinghausová / Helga Höslová | 1 6 | 4 6             |     |  |
| |         |                                                                                |     |                 |     |  |
| |         |                                                                                |     |                 |     |  |
| |         |                                                                                |     |                 |     |  |
| |         |                                                                                |     |                 |     |  |
| |         |                                                                                |     |                 |     |  |

#### Velká Británie vs. Nizozemsko
| | Velká Británie | 2 :                                                                    | 1   | Nizozemsko |     |  |
| --- | -------------- | ---------------------------------------------------------------------- | --- | ---------- | --- |  |
| Freiburský tenisový klub, Freiburg, Západní Německo 22. května 1968 antuka (venku) |                |                                                                        |     |            |     |  |
| \| \| \| \| 1. \| 2. \| 3. \| \| \| -- \| \| ---------------------------------------------------------------------- \| --- \| --- \| --- \| \| \| 1. \| \| Winnie Shawová Betty Stoveová \| 6 0 \| 3 6 \| 1 6 \| \| \| 2. \| \| Virginia Wadeová Marijke Schaarová \| 6 0 \| 6 1 \| \| \| \| 3. \| \| Winnie Shawová / Virginia Wadeová Betty Stoveová / Gertruida Walhofová \| 6 3 \| 6 1 \| \| \| \| \| \| \| \| \| \| \| \| \| \| \| \| \| \| \| \| \| \| \| \| \| \| \| \| \| \| \| \| \| \| \| \| \| \| \| \| \| \| \| |                |                                                                        |     |            |     |  |
| |                |                                                                        | 1.  | 2.         | 3.  |  |
| 1. |                | Winnie Shawová Betty Stoveová                                          | 6 0 | 3 6        | 1 6 |  |
| 2. |                | Virginia Wadeová Marijke Schaarová                                     | 6 0 | 6 1        |     |  |
| 3. |                | Winnie Shawová / Virginia Wadeová Betty Stoveová / Gertruida Walhofová | 6 3 | 6 1        |     |  |
| |                |                                                                        |     |            |     |  |
| |                |                                                                        |     |            |     |  |
| |                |                                                                        |     |            |     |  |
| |                |                                                                        |     |            |     |  |
| |                |                                                                        |     |            |     |  |

#### Švédsko vs. Austrálie
| | Švédsko | 0 :                                                                           | 3   | Austrálie |     |       |
| --- | ------- | ----------------------------------------------------------------------------- | --- | --------- | --- | ----- |
| Freiburský tenisový klub, Freiburg, Západní Německo 22. května 1968 antuka (venku) |         |                                                                               |     |           |     |       |
| \| \| \| \| 1. \| 2. \| 3. \| \| \| -- \| \| ----------------------------------------------------------------------------- \| --- \| --- \| --- \| ----- \| \| 1. \| \| Ingrid Bentzerová Karen Krantzckeová \| 1 6 \| 3 6 \| \| \| \| 2. \| \| Christina Sandbergová Judy Daltonová \| 6 1 \| 4 6 \| 2 6 \| \| \| 3. \| \| Ingrid Bentzerová / Christina Sandbergová Judy Daltonová / Karen Krantzckeová \| 1 \| \| \| skreč \| \| \| \| \| \| \| \| \| \| \| \| \| \| \| \| \| \| \| \| \| \| \| \| \| \| \| \| \| \| \| \| \| \| \| \| \| \| \| \| \| |         |                                                                               |     |           |     |       |
| |         |                                                                               | 1.  | 2.        | 3.  |       |
| 1. |         | Ingrid Bentzerová Karen Krantzckeová                                          | 1 6 | 3 6       |     |       |
| 2. |         | Christina Sandbergová Judy Daltonová                                          | 6 1 | 4 6       | 2 6 |       |
| 3. |         | Ingrid Bentzerová / Christina Sandbergová Judy Daltonová / Karen Krantzckeová | 1   |           |     | skreč |
| |         |                                                                               |     |           |     |       |
| |         |                                                                               |     |           |     |       |
| |         |                                                                               |     |           |     |       |
| |         |                                                                               |     |           |     |       |
| |         |                                                                               |     |           |     |       |

### Semifinále

#### Spojené státy americké vs. Západní Německo
| | Spojené státy americké | 1 :                                                                   | 2   | Západní Německo |     |  |
| --- | ---------------------- | --------------------------------------------------------------------- | --- | --------------- | --- |  |
| Freiburský tenisový klub, Freiburg, Západní Německo 23. května 1968 antuka (venku) |                        |                                                                       |     |                 |     |  |
| \| \| \| \| 1. \| 2. \| 3. \| \| \| -- \| \| --------------------------------------------------------------------- \| --- \| --- \| --- \| \| \| 1. \| \| Peaches Bartkowiczová Helga Höslová \| 6 2 \| 6 2 \| \| \| \| 2. \| \| Julie Heldmanová Helga Niessenová \| 0 6 \| 6 8 \| \| \| \| 3. \| \| Mary-Ann Eiselová / Julie Heldmanová Helga Höslová / Helga Niessenová \| 5 7 \| 6 4 \| 0 6 \| \| \| \| \| \| \| \| \| \| \| \| \| \| \| \| \| \| \| \| \| \| \| \| \| \| \| \| \| \| \| \| \| \| \| \| \| \| \| \| \| \| |                        |                                                                       |     |                 |     |  |
| |                        |                                                                       | 1.  | 2.              | 3.  |  |
| 1. |                        | Peaches Bartkowiczová Helga Höslová                                   | 6 2 | 6 2             |     |  |
| 2. |                        | Julie Heldmanová Helga Niessenová                                     | 0 6 | 6 8             |     |  |
| 3. |                        | Mary-Ann Eiselová / Julie Heldmanová Helga Höslová / Helga Niessenová | 5 7 | 6 4             | 0 6 |  |
| |                        |                                                                       |     |                 |     |  |
| |                        |                                                                       |     |                 |     |  |
| |                        |                                                                       |     |                 |     |  |
| |                        |                                                                       |     |                 |     |  |
| |                        |                                                                       |     |                 |     |  |

#### Velká Británie vs. Austrálie
| | Velká Británie | 0 :                                                                   | 3   | Austrálie |     |  |
| --- | -------------- | --------------------------------------------------------------------- | --- | --------- | --- |  |
| Freiburský tenisový klub, Freiburg, Západní Německo 23. května 1968 antuka (venku) |                |                                                                       |     |           |     |  |
| \| \| \| \| 1. \| 2. \| 3. \| \| \| -- \| \| --------------------------------------------------------------------- \| --- \| --- \| --- \| \| \| 1. \| \| Joyce Williamsová Karen Krantzckeová \| 4 6 \| 5 7 \| \| \| \| 2. \| \| Virginia Wadeová Judy Daltonová \| 4 6 \| 6 4 \| 5 7 \| \| \| 3. \| \| Winnie Shawová / Virginia Wadeová Judy Daltonová / Karen Krantzckeová \| 3 6 \| 3 6 \| \| \| \| \| \| \| \| \| \| \| \| \| \| \| \| \| \| \| \| \| \| \| \| \| \| \| \| \| \| \| \| \| \| \| \| \| \| \| \| \| \| \| |                |                                                                       |     |           |     |  |
| |                |                                                                       | 1.  | 2.        | 3.  |  |
| 1. |                | Joyce Williamsová Karen Krantzckeová                                  | 4 6 | 5 7       |     |  |
| 2. |                | Virginia Wadeová Judy Daltonová                                       | 4 6 | 6 4       | 5 7 |  |
| 3. |                | Winnie Shawová / Virginia Wadeová Judy Daltonová / Karen Krantzckeová | 3 6 | 3 6       |     |  |
| |                |                                                                       |     |           |     |  |
| |                |                                                                       |     |           |     |  |
| |                |                                                                       |     |           |     |  |
| |                |                                                                       |     |           |     |  |
| |                |                                                                       |     |           |     |  |

### Finále

#### Západní Německo vs. Austrálie
| | Západní Německo | 0 :                                                                  | 3   | Austrálie |     |  |
| --- | --------------- | -------------------------------------------------------------------- | --- | --------- | --- |  |
| Freiburský tenisový klub, Freiburg, Západní Německo 24. května 1968 antuka (venku) |                 |                                                                      |     |           |     |  |
| \| \| \| \| 1. \| 2. \| 3. \| \| \| -- \| \| -------------------------------------------------------------------- \| --- \| --- \| --- \| \| \| 1. \| \| Helga Höslová Karen Krantzckeová \| 2 6 \| 3 6 \| \| \| \| 2. \| \| Helga Niessenová Judy Daltonová \| 6 4 \| 3 6 \| 3 6 \| \| \| 3. \| \| Helga Höslová / Helga Niessenová Judy Daltonová / Karen Krantzckeová \| 2 6 \| 5 7 \| \| \| \| \| \| \| \| \| \| \| \| \| \| \| \| \| \| \| \| \| \| \| \| \| \| \| \| \| \| \| \| \| \| \| \| \| \| \| \| \| \| \| |                 |                                                                      |     |           |     |  |
| |                 |                                                                      | 1.  | 2.        | 3.  |  |
| 1. |                 | Helga Höslová Karen Krantzckeová                                     | 2 6 | 3 6       |     |  |
| 2. |                 | Helga Niessenová Judy Daltonová                                      | 6 4 | 3 6       | 3 6 |  |
| 3. |                 | Helga Höslová / Helga Niessenová Judy Daltonová / Karen Krantzckeová | 2 6 | 5 7       |     |  |
| |                 |                                                                      |     |           |     |  |
| |                 |                                                                      |     |           |     |  |
| |                 |                                                                      |     |           |     |  |
| |                 |                                                                      |     |           |     |  |
| |                 |                                                                      |     |           |     |  |

### Vítěz
| Vítěz Poháru federace 1970 |
| -------------------------- |
| Austrálie čtvrtý titul     |

## Turnaj útěchy

### Pavouk
|  | První kolo 21. května | První kolo 21. května | První kolo 21. května |            |        | Čtvrtfinále 22. května | Čtvrtfinále 22. května | Čtvrtfinále 22. května |   |  | Semifinále 23. května | Semifinále 23. května | Semifinále 23. května |   |  | Finále 24. května | Finále 24. května | Finále 24. května |
|  |                       |                       |                       |            |        |                        |                        |                        |   |  |                       |                       |                       |   |  |                   |                   |                   |
|  |                       | Řecko                 | 0                     |            |        |                        |                        |                        |   |  |                       |                       |                       |   |  |                   |                   |                   |
|  |                       | Kanada                | 2                     |            |        |                        |                        |                        |   |  |                       |                       |                       |   |  |                   |                   |                   |
|  |                       | Kanada                | 2                     |            | Kanada | w/o                    |                        |                        |   |  |                       |                       |                       |   |  |                   |                   |                   |
|  |                       |                       |                       |            | Kanada | w/o                    |                        |                        |   |  |                       |                       |                       |   |  |                   |                   |                   |
|  |                       |                       |                       | Norsko     |        |                        |                        |                        |   |  |                       |                       |                       |   |  |                   |                   |                   |
|  |                       |                       |                       |            |        |                        |                        |                        |   |  |                       |                       |                       |   |  |                   |                   |                   |
|  |                       |                       |                       |            |        |                        |                        |                        |   |  |                       |                       |                       |   |  |                   |                   |                   |
|  |                       |                       |                       |            |        |                        |                        |                        |   |  |                       |                       |                       |   |  |                   |                   |                   |
|  |                       |                       |                       |            |        |                        |                        | Norsko                 | 0 |  |                       |                       |                       |   |  |                   |                   |                   |
|  |                       |                       |                       |            |        |                        |                        |                        | 0 |  |                       |                       |                       |   |  |                   |                   |                   |
|  |                       |                       | Japonsko              | 3          |        |                        |                        |                        |   |  |                       |                       |                       |   |  |                   |                   |                   |
|  |                       |                       | Japonsko              | 3          |        |                        |                        |                        |   |  |                       |                       |                       |   |  |                   |                   |                   |
|  |                       |                       |                       |            |        |                        |                        |                        |   |  |                       |                       |                       |   |  |                   |                   |                   |
|  |                       |                       |                       |            |        |                        |                        |                        |   |  |                       |                       |                       |   |  |                   |                   |                   |
|  |                       |                       | Nový Zéland           | 0          |        |                        |                        |                        |   |  |                       |                       |                       |   |  |                   |                   |                   |
|  |                       |                       |                       | 0          |        |                        |                        |                        |   |  |                       |                       |                       |   |  |                   |                   |                   |
|  |                       |                       |                       | Japonsko   | 3      |                        |                        |                        |   |  |                       |                       |                       |   |  |                   |                   |                   |
|  |                       |                       |                       | Japonsko   | 3      |                        |                        |                        |   |  |                       |                       |                       |   |  |                   |                   |                   |
|  |                       |                       |                       |            |        |                        |                        |                        |   |  |                       |                       |                       |   |  |                   |                   |                   |
|  |                       |                       |                       |            |        |                        |                        |                        |   |  |                       |                       |                       |   |  |                   |                   |                   |
|  |                       |                       |                       |            |        |                        |                        |                        |   |  |                       |                       | Japonsko              | 3 |  |                   |                   |                   |
|  |                       |                       |                       |            |        |                        |                        |                        |   |  |                       |                       |                       |   |  |                   |                   |                   |
|  |                       |                       | Švýcarsko             | 0          |        |                        |                        |                        |   |  |                       |                       |                       |   |  |                   |                   |                   |
|  |                       |                       | Švýcarsko             | 0          |        |                        |                        |                        |   |  |                       |                       |                       |   |  |                   |                   |                   |
|  |                       |                       |                       |            |        |                        |                        |                        |   |  |                       |                       |                       |   |  |                   |                   |                   |
|  |                       |                       |                       |            |        |                        |                        |                        |   |  |                       |                       |                       |   |  |                   |                   |                   |
|  |                       |                       | Indonésie             | w/o        |        |                        |                        |                        |   |  |                       |                       |                       |   |  |                   |                   |                   |
|  |                       |                       |                       | w/o        |        |                        |                        |                        |   |  |                       |                       |                       |   |  |                   |                   |                   |
|  |                       |                       |                       | Belgie     |        |                        |                        |                        |   |  |                       |                       |                       |   |  |                   |                   |                   |
|  |                       |                       |                       |            |        |                        |                        |                        |   |  |                       |                       |                       |   |  |                   |                   |                   |
|  |                       |                       |                       |            |        |                        |                        |                        |   |  |                       |                       |                       |   |  |                   |                   |                   |
|  |                       |                       |                       |            |        |                        |                        |                        |   |  |                       |                       |                       |   |  |                   |                   |                   |
|  |                       |                       |                       |            |        |                        |                        | Belgie                 | 0 |  |                       |                       |                       |   |  |                   |                   |                   |
|  |                       |                       |                       |            |        |                        |                        |                        | 0 |  |                       |                       |                       |   |  |                   |                   |                   |
|  |                       |                       | Švýcarsko             | 3          |        |                        |                        |                        |   |  |                       |                       |                       |   |  |                   |                   |                   |
|  |                       |                       | Švýcarsko             | 3          |        |                        |                        |                        |   |  |                       |                       |                       |   |  |                   |                   |                   |
|  |                       |                       |                       |            |        |                        |                        |                        |   |  |                       |                       |                       |   |  |                   |                   |                   |
|  |                       |                       |                       |            |        |                        |                        |                        |   |  |                       |                       |                       |   |  |                   |                   |                   |
|  |                       |                       | Švýcarsko             | 2          |        |                        |                        |                        |   |  |                       |                       |                       |   |  |                   |                   |                   |
|  |                       |                       |                       | 2          |        |                        |                        |                        |   |  |                       |                       |                       |   |  |                   |                   |                   |
|  |                       |                       |                       | Jugoslávie | 1      |                        |                        |                        |   |  |                       |                       |                       |   |  |                   |                   |                   |
|  |                       |                       |                       | Jugoslávie | 1      |                        |                        |                        |   |  |                       |                       |                       |   |  |                   |                   |                   |
|  |                       |                       |                       |            |        |                        |                        |                        |   |  |                       |                       |                       |   |  |                   |                   |                   |

### První kolo turnaje útěchy

#### Řecko vs. Kanada
| | Řecko | 0 :                                  | 2   | Kanada |    |            |
| --- | ----- | ------------------------------------ | --- | ------ | -- | ---------- |
| Freiburský tenisový klub, Freiburg, Západní Německo 21. května 1968 antuka (venku) |       |                                      |     |        |    |            |
| \| \| \| \| 1. \| 2. \| 3. \| \| \| -- \| \| ------------------------------------ \| --- \| --- \| -- \| ---------- \| \| 1. \| \| Alice Alexandriová Jane O'Harová \| 3 6 \| 0 6 \| \| \| \| 2. \| \| Dionissia Asteriová Andrée Martinová \| 0 6 \| 6 8 \| \| \| \| 3. \| \| \| \| \| \| nehrálo se \| \| \| \| \| \| \| \| \| \| \| \| \| \| \| \| \| \| \| \| \| \| \| \| \| \| \| \| \| \| \| \| \| \| \| \| \| \| \| \| \| |       |                                      |     |        |    |            |
| |       |                                      | 1.  | 2.     | 3. |            |
| 1. |       | Alice Alexandriová Jane O'Harová     | 3 6 | 0 6    |    |            |
| 2. |       | Dionissia Asteriová Andrée Martinová | 0 6 | 6 8    |    |            |
| 3. |       |                                      |     |        |    | nehrálo se |
| |       |                                      |     |        |    |            |
| |       |                                      |     |        |    |            |
| |       |                                      |     |        |    |            |
| |       |                                      |     |        |    |            |
| |       |                                      |     |        |    |            |

### Čtvrtfinále turnaje útěchy

#### Nový Zéland vs. Japonsko
| | Nový Zéland | 0 :                                                                     | 3   | Japonsko |    |  |
| --- | ----------- | ----------------------------------------------------------------------- | --- | -------- | -- |  |
| Freiburský tenisový klub, Freiburg, Západní Německo 22. května 1968 antuka (venku) |             |                                                                         |     |          |    |  |
| \| \| \| \| 1. \| 2. \| 3. \| \| \| -- \| \| ----------------------------------------------------------------------- \| --- \| --- \| -- \| \| \| 1. \| \| Robyn Huntová Kimijo Jagaharová \| 3 6 \| 1 6 \| \| \| \| 2. \| \| Marilyn Prydeová Kazuko Sawamacuová \| 2 6 \| 4 6 \| \| \| \| 3. \| \| Robyn Huntová / Marilyn Prydeová Kimijo Jagaharová / Kazuko Sawamacuová \| 4 6 \| 2 6 \| \| \| \| \| \| \| \| \| \| \| \| \| \| \| \| \| \| \| \| \| \| \| \| \| \| \| \| \| \| \| \| \| \| \| \| \| \| \| \| \| \| \| |             |                                                                         |     |          |    |  |
| |             |                                                                         | 1.  | 2.       | 3. |  |
| 1. |             | Robyn Huntová Kimijo Jagaharová                                         | 3 6 | 1 6      |    |  |
| 2. |             | Marilyn Prydeová Kazuko Sawamacuová                                     | 2 6 | 4 6      |    |  |
| 3. |             | Robyn Huntová / Marilyn Prydeová Kimijo Jagaharová / Kazuko Sawamacuová | 4 6 | 2 6      |    |  |
| |             |                                                                         |     |          |    |  |
| |             |                                                                         |     |          |    |  |
| |             |                                                                         |     |          |    |  |
| |             |                                                                         |     |          |    |  |
| |             |                                                                         |     |          |    |  |

#### Švýcarsko vs. Jugoslávie
| | Švýcarsko | 2 : | 1  | Jugoslávie |    |  |
| --- | --------- | --- | -- | ---------- | -- |  |
| Freiburský tenisový klub, Freiburg, Západní Německo 22. května 1968 antuka (venku) |           |     |    |            |    |  |
| \| \| \| \| 1. \| 2. \| 3. \| \| \| -- \| \| \| -- \| -- \| -- \| \| \| 1. \| \| \| \| \| \| \| \| 2. \| \| \| \| \| \| \| \| 3. \| \| \| \| \| \| \| \| \| \| \| \| \| \| \| \| \| \| \| \| \| \| \| \| \| \| \| \| \| \| \| \| \| \| \| \| \| \| \| \| \| \| \| \| \| \| \| |           |     |    |            |    |  |
| |           |     | 1. | 2.         | 3. |  |
| 1. |           |     |    |            |    |  |
| 2. |           |     |    |            |    |  |
| 3. |           |     |    |            |    |  |
| |           |     |    |            |    |  |
| |           |     |    |            |    |  |
| |           |     |    |            |    |  |
| |           |     |    |            |    |  |
| |           |     |    |            |    |  |

### Semifinále turnaje útěchy

#### Norsko vs. Japonsko
| | Norsko | 0 :                                                                      | 3   | Japonsko |    |  |
| --- | ------ | ------------------------------------------------------------------------ | --- | -------- | -- |  |
| Freiburský tenisový klub, Freiburg, Západní Německo 23. května 1968 antuka (venku) |        |                                                                          |     |          |    |  |
| \| \| \| \| 1. \| 2. \| 3. \| \| \| -- \| \| ------------------------------------------------------------------------ \| --- \| --- \| -- \| \| \| 1. \| \| Kirsten Robsahmová Kimijo Jagaharová \| 4 6 \| 0 6 \| \| \| \| 2. \| \| Ellen Grindvoldová Kazuko Sawamacuová \| 2 6 \| 2 6 \| \| \| \| 3. \| \| Ellen Grindvoldová / Liv Jaggeová Kimijo Jagaharová / Kazuko Sawamacuová \| 4 6 \| 2 6 \| \| \| \| \| \| \| \| \| \| \| \| \| \| \| \| \| \| \| \| \| \| \| \| \| \| \| \| \| \| \| \| \| \| \| \| \| \| \| \| \| \| \| |        |                                                                          |     |          |    |  |
| |        |                                                                          | 1.  | 2.       | 3. |  |
| 1. |        | Kirsten Robsahmová Kimijo Jagaharová                                     | 4 6 | 0 6      |    |  |
| 2. |        | Ellen Grindvoldová Kazuko Sawamacuová                                    | 2 6 | 2 6      |    |  |
| 3. |        | Ellen Grindvoldová / Liv Jaggeová Kimijo Jagaharová / Kazuko Sawamacuová | 4 6 | 2 6      |    |  |
| |        |                                                                          |     |          |    |  |
| |        |                                                                          |     |          |    |  |
| |        |                                                                          |     |          |    |  |
| |        |                                                                          |     |          |    |  |
| |        |                                                                          |     |          |    |  |

#### Belgie vs. Švýcarsko
| | Belgie | 0 :                                                                         | 3   | Švýcarsko |    |  |
| --- | ------ | --------------------------------------------------------------------------- | --- | --------- | -- |  |
| Freiburský tenisový klub, Freiburg, Západní Německo 23. května 1968 antuka (venku) |        |                                                                             |     |           |    |  |
| \| \| \| \| 1. \| 2. \| 3. \| \| \| -- \| \| --------------------------------------------------------------------------- \| --- \| --- \| -- \| \| \| 1. \| \| Monique Van Haverová Rita Felixová \| 2 6 \| 1 6 \| \| \| \| 2. \| \| Ingrid Palmieriová Marianne Kindlerová \| 5 7 \| 1 6 \| \| \| \| 3. \| \| Michele Kahnová / Monique Van Haverová Rita Felixová / Anne-Marie Studerová \| 4 6 \| 3 6 \| \| \| \| \| \| \| \| \| \| \| \| \| \| \| \| \| \| \| \| \| \| \| \| \| \| \| \| \| \| \| \| \| \| \| \| \| \| \| \| \| \| \| |        |                                                                             |     |           |    |  |
| |        |                                                                             | 1.  | 2.        | 3. |  |
| 1. |        | Monique Van Haverová Rita Felixová                                          | 2 6 | 1 6       |    |  |
| 2. |        | Ingrid Palmieriová Marianne Kindlerová                                      | 5 7 | 1 6       |    |  |
| 3. |        | Michele Kahnová / Monique Van Haverová Rita Felixová / Anne-Marie Studerová | 4 6 | 3 6       |    |  |
| |        |                                                                             |     |           |    |  |
| |        |                                                                             |     |           |    |  |
| |        |                                                                             |     |           |    |  |
| |        |                                                                             |     |           |    |  |
| |        |                                                                             |     |           |    |  |

### Finále turnaje útěchy

#### Japonsko vs. Švýcarsko
| | Japonsko | 3 :                                                                         | 0   | Švýcarsko |    |  |
| --- | -------- | --------------------------------------------------------------------------- | --- | --------- | -- |  |
| Freiburský tenisový klub, Freiburg, Západní Německo 24. května 1968 antuka (venku) |          |                                                                             |     |           |    |  |
| \| \| \| \| 1. \| 2. \| 3. \| \| \| -- \| \| --------------------------------------------------------------------------- \| --- \| --- \| -- \| \| \| 1. \| \| Kimijo Jagaharová Rita Felixová \| 6 3 \| 8 6 \| \| \| \| 2. \| \| Kazuko Sawamacuová Anne-Marie Studerová \| 6 2 \| 6 3 \| \| \| \| 3. \| \| Kimijo Jagaharová / Kazuko Sawamacuová Rita Felixová / Anne-Marie Studerová \| 6 4 \| 6 3 \| \| \| \| \| \| \| \| \| \| \| \| \| \| \| \| \| \| \| \| \| \| \| \| \| \| \| \| \| \| \| \| \| \| \| \| \| \| \| \| \| \| \| |          |                                                                             |     |           |    |  |
| |          |                                                                             | 1.  | 2.        | 3. |  |
| 1. |          | Kimijo Jagaharová Rita Felixová                                             | 6 3 | 8 6       |    |  |
| 2. |          | Kazuko Sawamacuová Anne-Marie Studerová                                     | 6 2 | 6 3       |    |  |
| 3. |          | Kimijo Jagaharová / Kazuko Sawamacuová Rita Felixová / Anne-Marie Studerová | 6 4 | 6 3       |    |  |
| |          |                                                                             |     |           |    |  |
| |          |                                                                             |     |           |    |  |
| |          |                                                                             |     |           |    |  |
| |          |                                                                             |     |           |    |  |
| |          |                                                                             |     |           |    |  |